# Јапанска лака крстарица Абукума
Крстарица Абукума (јап:長良 軽巡洋艦) је била јапанска лака крстарица из серије лаких крстарица класе Нагара, а име је добила по реци Абукума, која протиче кроз регион Тохоку, Јапан.

## Позадина
Абукума је била шести (последњи) брод серије лаких крстарица класе Нагара. Као и остали бродови ове класе, била је предвиђена за улогу заставног брода флотила разарача или подморница. Крстарица Абукума је била један од бродова који су учествовали у нападу на Перл Харбор.

## Служба

### Рани период
Абукума је грађена у бродоградилишту Урага, и комплетирана је 26. маја 1925. године. Њено комплетирање је било привремено одложено због великог земљотреса који је погодио 1923. године, регион Канто. Абукума је 1932. године уврштена у састав јапанске Треће флоте, и укључена је патролу дуж северне обале Кине, након јапанске интервенције у Манџурији. Како је ратна ситуација са Кином наставила да се погоршава, Абукума је укључена у заштиту јапанских трупних транспорта, током битке за Шангај, а затим наставља са патролом дуж Кинеске обале и по реци Јангцекјанг, све до краја 1938. године.

### Напад на Перл Харбор
Крстарица Абукума напушта 26. новембра 1941. године залив Хитокапу, Курилска острва, заједно са ударном групом носача авиона вицеадмирала Нагуме. Она је служила као заставни брод 1. флориле разарача, контраадмирала Сентаро Оморија, и у свом саставу је имала разараче; Ширанухи, Араре, Кагеро, Касуми, Таниказе, Хамаказе, Исоказе, и Ураказе.
Прва флотила разарача је вршила против-подморничку заштиту за 6 носача авиона (Акаги, Кага, Сорју, Хирју, Шокаку и Зуикаку), 2 бојна крсташа (Хиеи и Киришима) и две тешке крстарице (Тоне и Чикума). Око 360 авиона је узлетело са јапанских носач авиона и напало Перл Харбор, ујутру 7. децембра 1941. године, причинивши велику штету; потопљена 4 бојна брода, оштећена 3 бојна брода, уништено преко 100 авиона и 2.335 убијених америчких морнара и војника.
Након напада на Перл Харбор, Абукума и 1. флотила разарача, заједно са већином Нагумове ударне групе се враћа у Јапан, где стиже 23. децембра 1941. године.

### Акције на јужном Пацифику
Јануара 1942. године, прва флотила разарача ескортује јапанску инвазиону флоту ка Рабаулу – Нова Британија, и Кавиенгу – Нова Гвинеја, из базе Трук, Каролинска острва.
Почетком фебруара, прва флотила разарча прати ударну групу носач авиона у неуспешном лову на америчку оперативну ескадру ТФ-8, вицеадмирала Вилијам Хелсија, након што су авиони са носача авиона Ентерпрајс извршили ваздушни препад на Кваџалејн и Вотје, Маршалска острва. Након тога, Абукума одлзи у базу Палау, одакле прати ударну групу носача авиона у напад на луку Дарвин, Аустралија.
Од краја фебруара до почетка априла, прва флотила разарача ескортује ударну групу носача авиона у нападима на Јаву, Холандска Источна Инија, и Колумбо и Тринкомали на Цејлону, а такође врши нападе на британске ратне бродове у Индијском океану, укључујући и носач авиона Хермес. Јапанска флота упловљава у Сингапур 11. априла 1942. године.

### Битка за Алеутска острва
Маја месеца 1942. године, Абукума и њена флотила разарача су пребачени у Северну флоту вицеадмирала Боширо Хосогаје, и ескортују носаче авиона Рјуџо и Џунјо, приликом напада на Алеутска острва, Ату и Киска.
Током јуна и јула, прва флотила разарача ескортује из Јапана конвој са појачањем за два освојена оства на Алеутима. Након безначајних патролирања на релацији Алеутска-Курилска острва, прва флотила разарача ескортује током октобра, новембра и децембра, три конвоја са појачањима за јапанске снаге на Алеутским острвима.
Крстарица Абукума се враћа 12. децембра 1942. године у бродоградилиште Сасебо, ради ремонта. Током ремонта инсталирана су два троцевна против-авионска топа од 25 mm, а њена кула главне артиљерије бр. 5 и четвороцевни против-авионски митраљез 13,2 mm, који се налазио на предњем делу командног моста, су одстрањени. Такође постављен је један двоцевни против-авионски митраљез од 13,2 mm. Након ремонта, Абукума се враћа у северне воде, где наставља са операцијом, доставе појачања јапанским снагама на острвима Ату и Киска, у јануара, фебруара и марту 1943. године.
Дана, 26. марта 1943. године, приликом још једне мисије снабдевања јапанских снага на Алеутским острвима, долази до битке код Командорских острва. У овој бици, Абукума пролази без оштећења, али је зато јапанска тешка крстарица Начи, лакше оштећења, што присиљава јапанску Пету флоту да прекине мисији и врати се назад у домаће воде. Командант јапанске Пете флоте, вицеадмирал Хосогаја, је био осрамоћен, пошто је дозволио да га слабија америчка флота натера на повлачење, те је присиљен да се пензионише. Крстарица Абукума остаје у Петој флоти, чији нови командант постаје вицеадмирал Широ Кавасе.
Од априла до краја маја 1943. године, Абукума се налази у бродоградилишту Маизуру, ради ремонта, током којег је постављен један радар за ваздушно осматрање Тип-21, те се није налазила на мору током операције „Landcrab", у којој су америчке снаге повратиле острво Ату.
Јула месеца, Абукума и 1. флотила разарача учествују у евакуацији јапанских снага са острва Киска. Дана, 26. јула 1943. године, Абукума се судара са бродом Кунашири, међутим трпи незнатну штету. Док је напуштала база Парамуширо, 12. септембра 1943. године, Абукума је нападнута од америчких бомбардера Б-24 Либератор и Б-25 Мичел, али штета коју је претрпела, била је јако мала.
Октобра и новембра месеца, Абукума се поново налази у сувом доку, ради нове модификације. Том приликом, уклоњена је њена кула главне артиљерије бр. 7, а постављен један двоцевни против-авионски топ од 127 mm. Такође су инсталирани, један троцевни и четири једноцевна против-авионска топа од 25 mm. Након завршеног ремонта, Абукума се враћа у северне воде, где од децембра 1943. године, до јуна 1944. године врше антиподморничку патролу, између острва Хокаидо и Курилских острва.
Од 21. јуна 1944. године, Абукума се налази у бази Јокосука, где се на њој врши нова модернизација. Тада је на њој постављен радар за површинско осматрање Тип-22, а исталирано је још десет једноцевних против-авионских топова од 25 mm. Такође, постављена су и 5 једноцевна против-авионска митраљеза од 13,2 mm. Ремонт је завршен 13. јула 1944. године.

### Битка у пролазу Суригао
Абукума остаје у јапанске домаће воде до половине октобра 1944. године, када је заједно са 7 разарача поново укључена у борбу против америчке флоте, дејствујући са Тајвана. Међутим, она добија наређење да напусти базу Макунг, Пескадорска острва, и упути се ка Манили, као помоћ вицеадмирали Шоџи Нишимури, у борби против америчке флоте код Филипина. Абукуми се придружују тешке крстарице Начи и Ашигара. У периоду од 15. до 22. октобра, ова флота је опажена од 6 различитих америчких подморница, али је само једна успела да им се приближи и испали торпеда: Сидрагон. Док је јапанска флота, 22. октобра, пловила кроз Лузонски пролаз, у цик-цак вожњи, брзином од 19 kn (35 km/h), подморница Сидрагон испаљује 4 торпеда, али сва промашују. Међутим, свих 6 америчких подморница је послало извештај о јачини јапанског састав, позицији и правцу пловљења, америчкој флоти, која се налазили у области Филипина.
Дана, 25. октобар 1944. године, крстарица Абукума учествује у бици у пролазу Суригао; једна од четири посебне поморске битке, у склопу битке у заливу Лејте.
Пар сати пред зору, јапанска група бродова у којој се налазила Абукума, је нападнута од флотиле америчких торпедних бродова. Торпедни брод ПТ-137, којим је командова поручник фрегате (Lieutenant) Мајк Ковер, испаљује торпедо ка једном јапанском разарачу, али је оно ишло и сувише дубоко, те пролази испод разарача и погађа Абукуму око 3:35 сати, у пределу првог котловског одељења, убијајући 30 чланова посаде.
Због претрпљеног оштећења, Абукума је заостала за остатком групе, а након најнеопходније поправке, она у 4:45 сати наставља пловидбу, брзином од 20 kn (37 km/h). У 5:35 сати, Абукума сустиже остатак своје групе, али је њен прамац био нагнут ка води, пошто је услед торпедног поготка у њу продрло најмање 500 тона морске воде. У 08:30 сати, она добија наређење да оде ка бази Дапита ради ремонта, а заштиту јој је пружао разарач Ушио.
Дана, 26. октобра 1944. године, Абукума је уочена и напднута од америчких бомбардера Б-24 Либератор, из 5. пука, 13. ваздушне армије. У 10:06 сати, једна бомба погађа директно њену кулу главне артиљерије бр. 3, а у 10:20 сати, на брод падају још две бомбе које проузрокују велика разарања и изазивају пожар на броду. Пожар се веома брзо проширио ка машинском одељењу и соби за торпеда, услед чега брод губи снагу и стаје. У 10:37 сати, четири торпеда експлодирају у соби за торпеда, и причињавају велика оштећења. Између 11:00 и 11:30 сати, посада напушта брод, а у 11:42 сати Абукума тоне, заједно са 250 члана посаде, док је разарач Ушио, успео да спаси 283 члана посаде.
Крстарица Абукума је обрисана из списка јапанске морнарице 20. децембра 1944. године.

## Листа Капетана
- Капетан Иносуке Токуда – 26. мај 1925 — 1. децембар 1925.
- Капетан Широ Отани – 1. децембар 1925 — 1. новембар 1926.
- Капетан минору Нагаи – 1. новембар 1926 — 15. новембар 1927.
- Капетан Теиђиро Тојода – 15. новембар 1927 — 10. децембар 1928.
- Капетан Фучицуне Ирие – 10. децембар 1928 — 30. новембар 1929.
- Капетан Шинђи Нохара – 30. новембар 1929 — 1. децембар 1930.
- Капетан Шичисабуро Кога – 1. децембар 1930 — 1. децембар 1931.
- Капетан Сеиичи Ивамура – 1. децембар 1931 — 15. новембар 1932.
- Капетан Кентаро Кођима – 15. новембар 1932 — 15. новембар 1933.
- Капетан Јошиаки Кохаши – 15. новембар 1933 — 15. новембар 1934.
- Капетан Такео Курита – 15. новембар 1934 — 15. новембар 1935.
- Капетан Руитаро Фуџита – 15. новембар 1935 — 1. децембар 1936.
- Капетан Ивао Шимизу – 1. децембар 1936 — 1. децембар 1937.
- Капетан Кацузо Акијама – 1. децембар 1937 — 1. децембар 1938.
- Капетан Кикумацу Танака – 1. децембар 1938 — 15. новембар 1939.
- Капетан Шакао Сакијама – 15. новембар 1939 — 1. новембар 1940.
- Капетан Сеироку Мурајама – 1. новембар 1940 — 20. септембар 1942.
- Капетан Широ Шибуја – 20. септембар 1942 — 18. август 1943.
- Капетан Канаме Кониши – 18. август 1943 — 26. март 1944.
- Капетан Такуо Ханада – 26. март 1944 — 26. октобар 1944.